# Alston Line
| Haltwhistle–Alston       | Haltwhistle–Alston   |
| ------------------------ | -------------------- |
| Alston im September 1973 |                      |
| Streckenlänge:           | 21,7 km              |
| Spurweite:               | 1435 mm (Normalspur) |
|                          |                      |

Die Alston Line war eine 21,7 km lange Eisenbahnzweigstrecke mit Normalspur in den Counties Northumberland und Cumberland in England. Beginnend von der Newcastle and Carlisle Railway in Haltwhistle lief die Strecke bis nach Alston.

## Geschichte
Ein Parlamentsbeschluss von 1846 erlaubte die Strecke zunächst bis nach Nenthead, um eine Anbindung der Bleiminen in der Umgebung von Alston zu gewährleisten. Für die Entscheidung, die Strecke bis nach Alston zu verlängern, wurde ein weiterer Parlamentsbeschluss 1849 gefasst.
Die Strecke wurde in einzelnen Abschnitten eröffnet. Ein erster Abschnitt bis zum Bahnhof Shafthill (später Coanwood) wurde 1851 freigegeben und der Abschnitt zwischen Lambley und Alston 1852. Die Eröffnung konnte hier erfolgen, als der Langley Viaduct über den South Tyne fertiggestellt war. Es gab dort auch eine Anbindung an die Brampton Railway.

## Einstellung des Betriebs

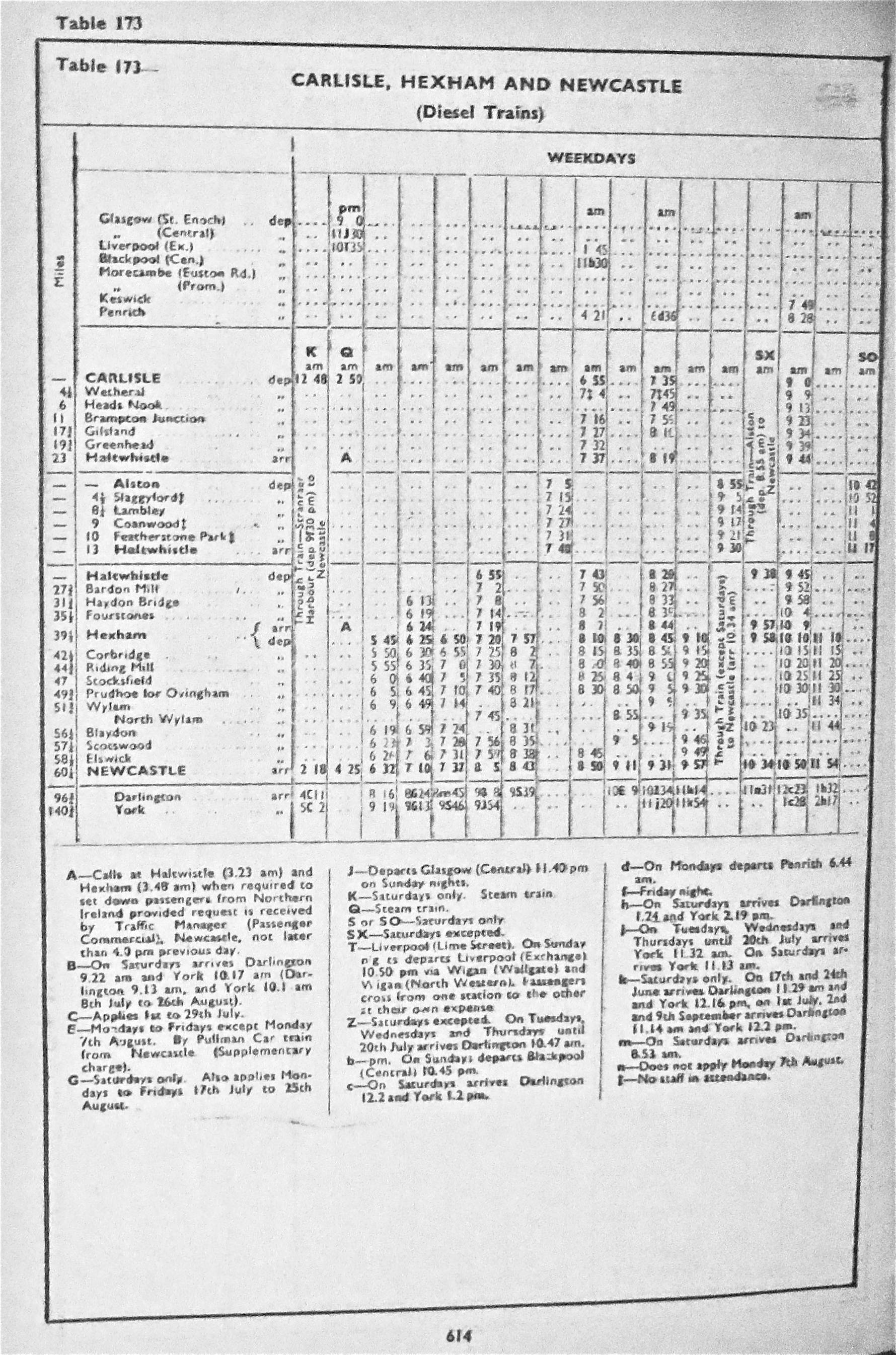
Fahrplan aus dem Sommer 1961

In den 1950er Jahren wurde der Güterverkehr in Coanwood eingestellt und das Personal von allen Haltestationen abgezogen. Nachdem 1959 der Lokschuppen geschlossen worden war, wurde der Güterverkehr auf der Strecke eingestellt. Auf der Strecke verkehrten Class 101 Verbrennungstriebwagen, die in Blaydon-on-Tyne stationiert waren. Die Strecke wurde als reine Nebenstrecke ohne Signale mit Ausnahme des Signals in Haltwhistle betrieben. Waggon- und Maschinenbau GmbH Donauwörth Schienenbusse wurden ohne Erfolg 1965 erprobt. Die Strecke war im Beeching Plan für die Schließung vorgesehen, aber das Fehlen einer befestigten Straße verhinderte die Umsetzung. Ein Anschluss an die lokalen Straßen mit einem provisorischen Bahnübergang wurde im Gebiet von Lambley gebaut und die Ribble Motor Services betrieben einen Ersatzbusverkehr. Die Linie wurde offiziell am 3. Mai 1976 geschlossen. Der letzte Zug fuhr bereits zwei Tage vorher.
Obwohl sich die South Tynedale Railway Preservation Society darum bemühte, die Gleise zu erhalten, wurde diese bald nach der Schließung demontiert.

## Die Zweigstrecke heute
1983 wurde eine Schmalspurbahn zwischen Alston und Gilderdale eröffnet. Die Strecke wurde im Laufe der Jahre weiter nach Norden verlängert. Die South Tynedale Railway ist eine 2-Foot (0,61 m) Schmalspurbahn, die regelmäßige Zugfahrten auf der Strecke von Alston nach Lintley mit den von Henschel  in Deutschland gebauten Lokomotiven Helen Kathryn und Thomas Edmondson durchführt.
Die Strecke wurde in der Nähe von Haltwhistle durch die A69 und den Abriss einer Brücke über eine Nebenstraße unterbrochen.